# A-5 (航空機)
A3J / A-5 ヴィジランティ
エンタープライズ (CVAN-65)に着艦するA-5A
- 用途：攻撃機
- 分類：艦上攻撃機、偵察機
- 設計者：Frank G. Compton
- 製造者：ノースアメリカン
- 運用者： アメリカ合衆国（アメリカ海軍）
- 初飛行：1958年8月31日
- 生産数：158機
- 運用開始：1961年6月
- 退役：1979年9月
- 運用状況：退役

A-5およびRA-5は、アメリカ海軍が1960年代から1970年代に運用した艦上攻撃機 / 偵察機である。
愛称はヴィジランティ(Vigilante：「自警団員」の意)。

## 概要
1955年時点でアメリカ海軍は遷音速大型艦上核攻撃機ダグラスA3D（A-3）スカイウォーリアを運用していたが、当時の航空機の急速な発展により早々に陳腐化し後継機を必要としていた。これに対して、1953年半ばからノースアメリカン社がNorth American General Purpose Attack Weapon(NAGPAW)として自主研究していた超音速艦上核攻撃機の一つであるNA-233案が採用された。1956年8月29日に契約が結ばれ、"YA3J"の仮制式番号が与えられた。その2年後の1958年8月31日にはYA3J-1試作1号機(145157)が初飛行している。1957年には先行量産型A3Jが発注され、1960年からは本格量産型A3J-1が発注された。
1962年9月18日には命名法改正が行われ、"A-5A"に名称が変更されている。
A-5(A3J-1)は1960年12月13日に、アメリカ海軍の操縦士ルロイ・ヒース中佐と爆撃航法士ラリー･モンロー中尉により、1,000kgの搭載物を積載してM2.1からのズームアップにより高度27,874.2mまで到達した。この記録は13年以上破られることはなかった。

## 構成
A3J1は高速力で敵防空網を突破するために野心的な設計となっていた。高翼配置のクリップド・デルタ形の主翼と全遊動式の水平・垂直尾翼や二次元可変インテイクで吸気する胴体後部の2基のJ79ターボジェットエンジン、さらにはエンジン回りなど重要な構造部にチタンを使用する等、後のMiG-25、F-15といった速力マッハ2以上の軍用機の先駆けともいえる構成となっていた。なお、実物大モックアップの時点ではハンガーデッキの高さ制限を満足するためにMiG-25やF-15と同様の双垂直尾翼だったが、F-14の経緯と逆を行く一枚の垂直尾翼への改定要求から、主翼、機首に加え、垂直尾翼まで折り畳むようになっている。
主翼外皮はアルミニウム－リチウム合金削り出しによる完全一体整形となっていた。高速化のための翼面積削減と実用上は無意味な相対風速0での離艦という要求の両立のために吹き出しフラップ (Blown flap) を装備したが、着艦速度を抑えきれず、未熟、もしくは不注意な操縦士にとって困難な作業となった。フラップ部分を大きくするためにロール制御を水平尾翼の差動と左右各3枚のスポイラーの協調動作で行うことによりエルロンを省略している。
空気抵抗削減のためにアレスティング・フックは飛行時は機内に収納し、空中給油装置も機内に収納する。またエンジンベイの熱反射に金を使用したり、高温になる機体の幾箇所では一般的な油圧ではなく窒素を使用したりもしていた。操縦系にはフライ・バイ・ワイヤを装備したが、これは当時としては複雑なシステムとなり、整備を困難なものにしていた。
電子装備として、マルチモードレーダー、Pilot's Projected Display Indicator(PPDI)と呼ばれたヘッドアップディスプレイ、機首下部に設置されて画像をPPDIや後部席レーダーディスプレイに表示するテレビカメラ、夜間飛行用のRadar-Equipped Inertial Navigation System(REINS)、集積回路デジタルコンピュータVersatile Digital Analyzer(VERDAN)からなるAN/ASB-12航法攻撃装置が搭載されている。これらも開発当時の装備としては非常に高度かつ高価で複雑なものであった。
乗員は操縦士と爆撃兼航法手の2名である。前後席は独立したクラムシェル式キャノピーで、前席は強化アクリル製だが後席は金属製で両側面に小型窓を持つため、単座機のようにも見える。

### 搭載兵装

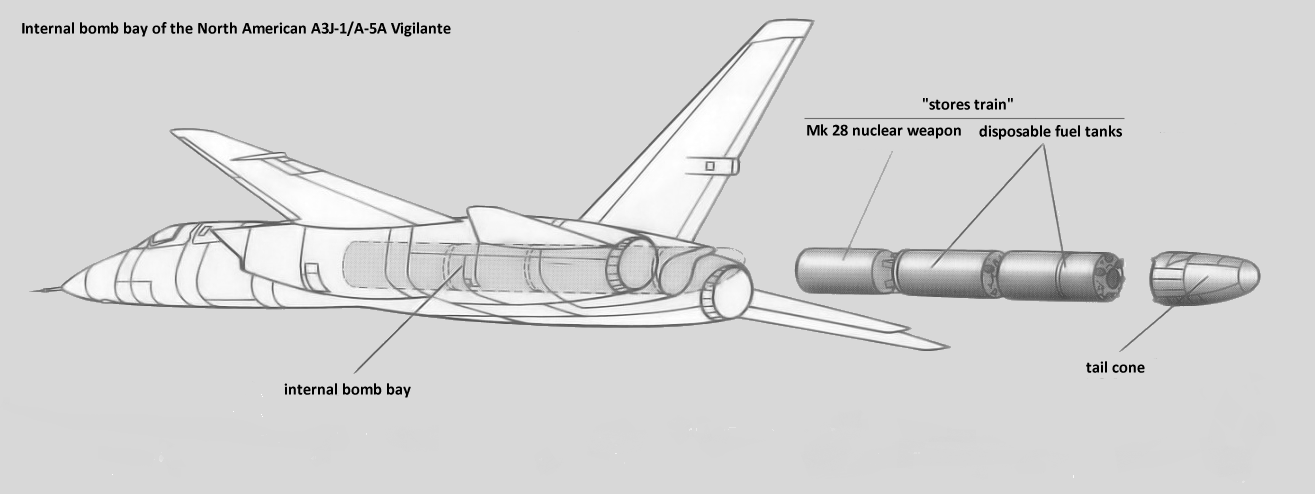
リニアボムベイの内部構造

A-5(A3J)の特徴として、核爆弾を胴体内の“リニアボムベイ(linear bomb bay)”と呼称される独特の爆弾倉に収容する独自の設計がある。これは双発のエンジンの間に筒状の内部空間を設け、ここにMk28(B28)を始めとした核爆弾1発と2個の増設燃料タンクを連結して収容し、後端を脱着式のテイルコーンで閉鎖するものである。
核爆弾投下時にはまずテイルコーンを切り離し、目標到達時点でほぼ空になっている2個の増設燃料タンクと核爆弾をドローグガン(drogue gun)によって50フィート / 秒（15.24m / 秒）の速度で後方に射出する。これによりA-5は超音速飛行状態のまま核爆弾の投下が可能で、投下時の速度低下を極力抑えることを狙っていた。この設計は高速飛行の障害となる爆弾や燃料タンクを機外に懸垂する必要がなく、また通常の爆弾倉のように投下時に扉を開く必要がない上に機外放出した核爆弾が投下機の発生させる衝撃波の影響を極力小さくできる、という利点があったが、運用してみるとカタパルト射出時の加速で燃料タンクが機外に放出されてしまうなどのトラブルも多く、またリニアボムベイに核爆弾を1発しか搭載できないため、汎用性がないという問題があった。
連結した核爆弾と増設燃料タンクは"stores train"と通称され、最後端の燃料タンクは後方に整流用の折畳式フィンが取り付けてあり、投下コースを安定させる役目を果たしていた。リニアボムベイは核爆弾を搭載せず増設燃料タンクを3個搭載することも可能で、空中給油装置を搭載してA-5を空中給油機として運用することもできた。
主翼下にハードポイント（A-5A(A3J-1) は左右それぞれ1ヶ所、A-5Bは2ヶ所）があり、必要に応じてパイロンを増設して核爆弾を含む各種爆弾、ロケット弾、空対地ミサイル、増槽を装備できたが、外部に兵装を装着した状態では超音速飛行性能に影響を及ぼすため、通常の作戦ではリニアボムベイのみを使用することになっていた。

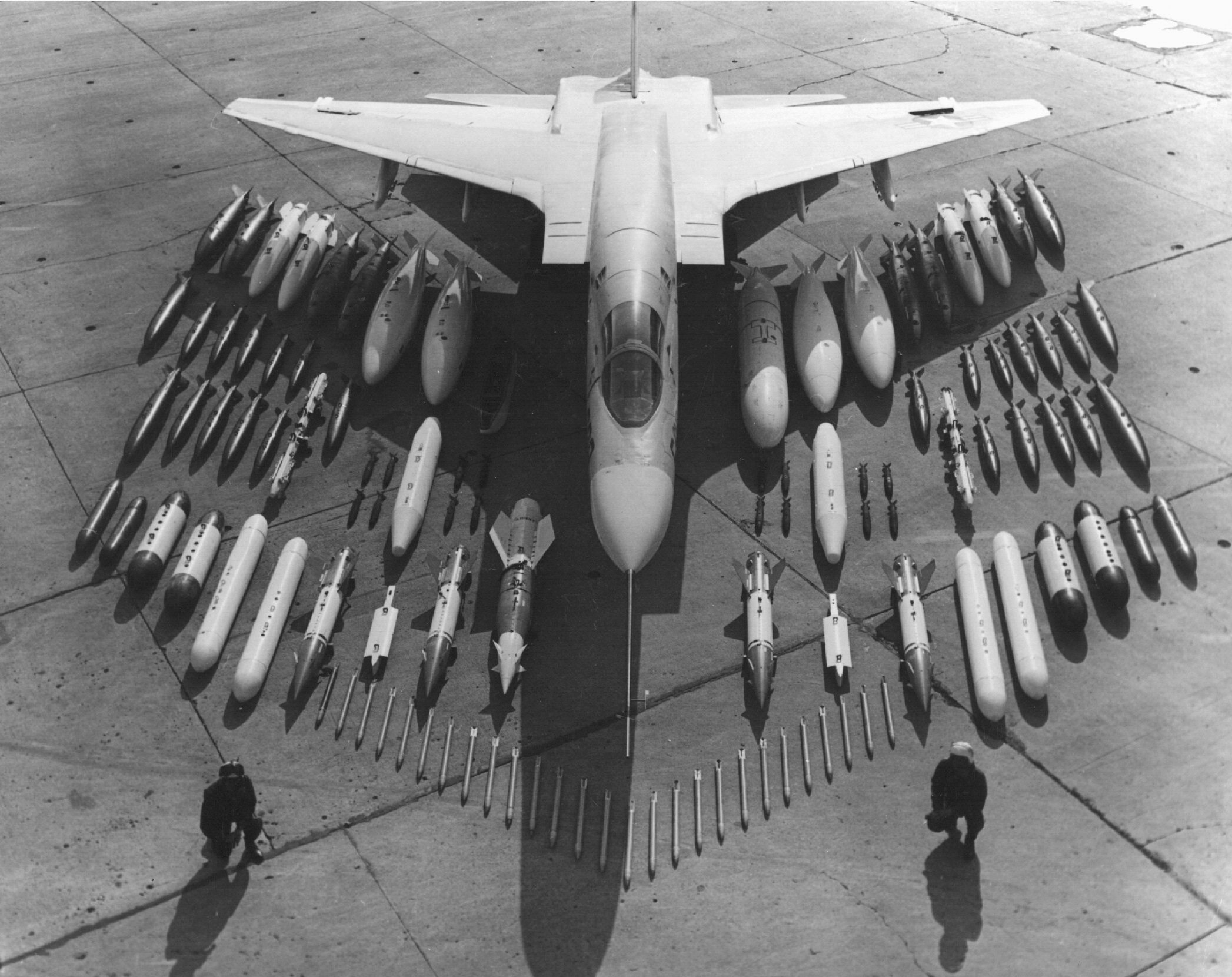
搭載可能な兵装を列挙展示して撮影されたA3J-2

## 配備
1961年には訓練部隊のアメリカ海軍第3重攻撃飛行隊(VAH-3)から配備が開始されている。
なお、A-5(A3J) / RA-5共に、外国軍隊への売却および供与はなされていない。

### 実戦配備
1962年8月から実戦配備されたが、攻撃機型は2個飛行隊(VAH-1,VAH-7)にしか配備されず、実働任務としては母艦航空隊として数回地中海へ派遣された。また1962年11月のキューバ危機では、VAH-1のA-5Aはフロリダ州のキーウェストに展開し、キューバへの核攻撃をも辞さない、という合衆国政府の強硬姿勢を表明する一環を担った。
しかし、早くも1964年には実戦部隊での就役が終了し、1967年には後述のRA-5も含めて核攻撃任務から外されている。これは、ソビエトの防空体制の評価により、航空機の進入が困難と判断されたことと、潜水艦発射弾道ミサイルの実用化により海軍の戦略的核攻撃能力を航空母艦から弾道ミサイル潜水艦にシフトすることとなったためである。

### 偵察機への改修

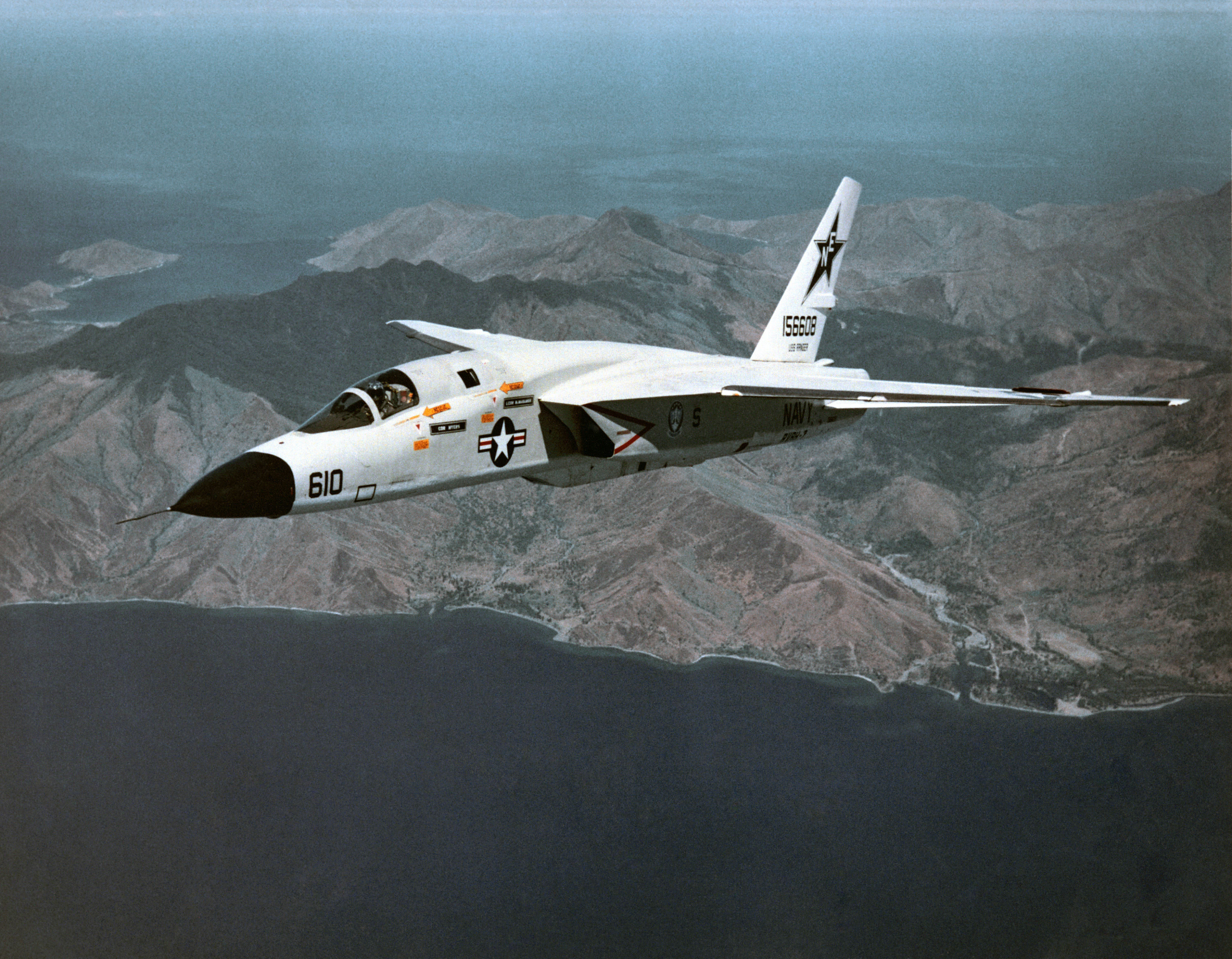
RA-5C

高速飛行を目的とした軽量化のために初期型は3.5G、後に5G程度と耐G強度が低く、また、リニアボムベイをはじめ核爆弾投下に特化した設計であるために通常兵器主体の運用へ対応出来ずに攻撃任務から外され、最大速度がマッハ2以上と高速であることから偵察機に改修されることとなった。
1962年から偵察機型RA-5の発注が開始された。新造機、改修機とも最終的にはRA-5Cとなっている。A-5Aからの変更点としては、大型ハンプパックの胴体上面への装着による燃料タンクの追加、各種偵察用カメラ（可視光線・赤外線）やAN/ALQ-61電子偵察システム用のPassive electronics countermeasures(PECM)アンテナ、AN/AAS-21赤外線センサー、AN/APD-7側方監視レーダーなどを搭載するカヌー型フェアリングの胴体下面への装着であり、リニアボムベイを転用しなかったため、運用当初のRA-5Cは核爆弾も搭載可能であった。ただし、偵察任務実施時、また本機が核攻撃任務から解放された後は、爆弾搭載箇所には燃料タンクが装備された。
RA-5Cは1963年に第5重攻撃飛行隊（1964年以降は第5偵察重攻撃飛行隊(RVAH-5)に改称）から部隊配備が開始された。1964年からはベトナム戦争に投入され、南シナ海に展開する空母機動部隊から北ベトナム上空へ出撃している。高速力を生かした偵察を行ったものの、損害も大きく18機が撃墜されている。
ベトナム戦争後も配備は続いたが、前述の機体強度の点や、艦上機としては並外れて大型である故に運用面で苦労が伴う（例えば格納庫では垂直尾翼も折りたたみ、エレベーター上では機首レドームも垂直にはね上げる必要があった）ことなどから、海軍はF-14偵察兼任型が充足するまでの間RF-8Gを（偵察能力が劣るのは承知の上で）つなぎで用いることとし、1979年11月までにRA-5Cは全機退役した。

## 要目
A-5A
- 全長：23.32m
- 全幅：16.15m
- 全高：5.92m
- 主翼面積 : 65.03m2
- 空虚重量 : 14,839kg
- 運用重量 : 21,559kg
- 最大離陸重量 : 25,534kg
- エンジン：J79-GE-2,4/8 ターボジェットエンジン（A/B推力 7,325kgf/7,711kgf）2基
- 最大速度：2,125km/h=M1.73(高度12,192m), 1,297km/h=M1.06(海面高度)
- 海面上昇率 : 2,438m/min
- 巡航高度 : 15,880m
- 戦闘行動半径 : 2,026km
- 最大航続距離：2,908km / 5,150km(外部増槽使用時)
- 乗員：2名
- 搭載武装
  - 胴体内 : Mk.27/Mk.28/Mk.43熱核爆弾 1
  - 翼下パイロン : Mk.43熱核爆弾 2 または通常爆弾最大 2,270kg

RA-5C
- 全長：23.32m
- 全幅：16.15m
- 全高：5.92m
- 主翼面積 : 70.02m2
- 空虚重量 : 17,024kg
- 運用重量 : 25,227kg
- 最大離陸重量 : 36,133kg
- エンジン：J79-GE-8/10 ターボジェットエンジン（A/B推力 7,711kgf/8,118kgf）2基
- 最大速度：2,125km/h=M1.73(高度12,192m), 1,297km/h=M1.06(海面高度)
- 海面上昇率 : 2,012m/min
- 巡航高度 : 14,935m
- 戦闘行動半径 : 2,427km
- 最大航続距離：3,299km / 4,828km(外部増槽使用時)
- 乗員：2名

## 各型および発展型

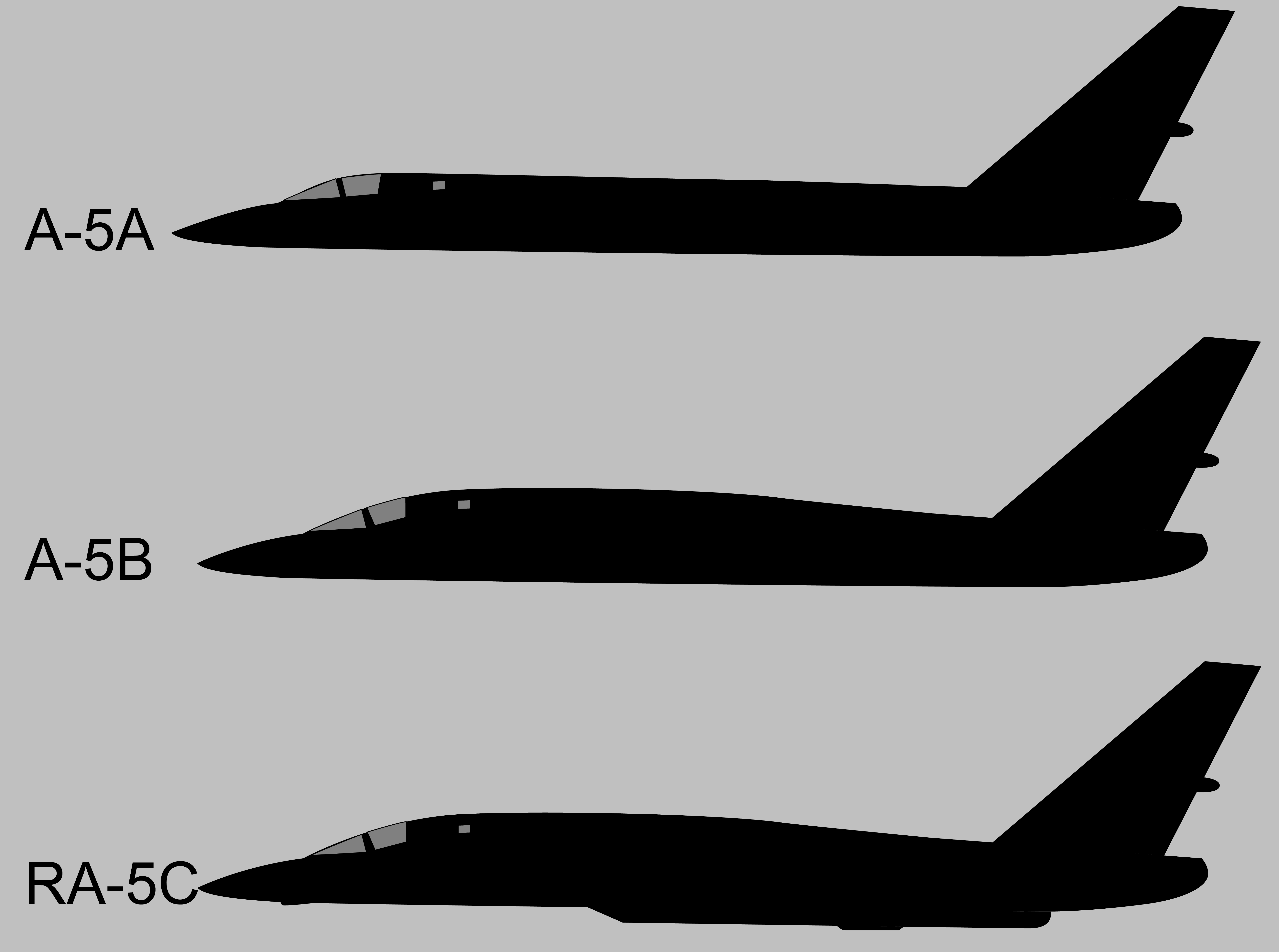
A-5 / RA-5 各型の側面比較図

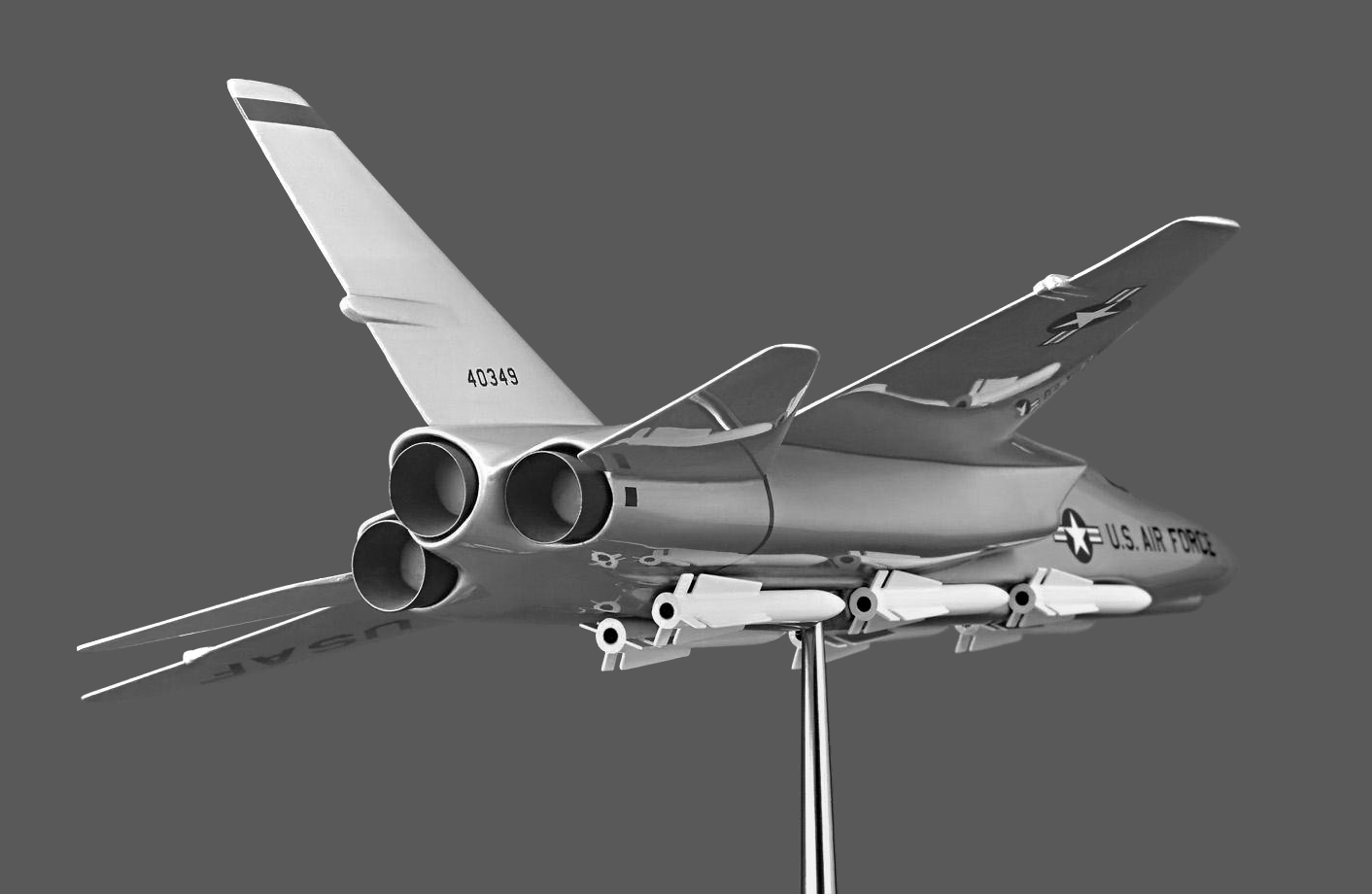
NR-349のコンセプトモデル

YA3J-1(NA-247)
試作機。2機製造。
A-5A
量産型。旧称A3J-1。57機製造。
NA-247
9機製造。
NA-263
14機製造。
NA-269
34機製造。
A-5B(NA-269)
旧称A3J-2。胴体上面への燃料タンクの追加、ハードポイントを2から4へ増加、高揚力装置の加除など。6機製造。
RA-5C
偵察機型。旧称A3J-3P。新造91機の他、A-5Aから43機改修された。
NA-269
12機製造。
NA-279
20機製造。
NA-283
23機製造。
RA-5C Phase II(NA-316)
空気取り入れ口の改良及び翼とナセルへのフィレットの追加を行った改良型。36機製造。
発展型
NA-247 "Retaliator"
1960年代にF-102 デルタダガーの後継としてアメリカ空軍に提案された高速迎撃機 / 戦闘爆撃機型。提案のみで実機は製作されず、縮小スケールのモックアップが製作されたのみに留まる。
YA3J-1(NA-247)を基に、リニアボムベイにブースターとしてロケットダイン XLR46-NA-2 ロケットエンジンを搭載し、兵装は機体下面に搭載する方式に変更する構想となっていた
NR-349
1970年にアメリカ空軍がF-101 ヴードゥーおよびF-102 / F-106 デルタダートの後継機の開発計画として企画したIMI（Improved Manned Interceptor：改良型有人要撃機）構想に提案された超音速迎撃機としての発展型。IMI構想の中止により提案のみに留まる。
リニアボムベイを廃止して確保した空間にJ79ターボジェットエンジンを追加、機体上面に左右分割式の空気取り入れ口を新設して3発機とし、機首部分を再設計してAIM-54 フェニックス 空対空ミサイルの運用能力を追加するというもので、AIM-54は胴体下面に並列2発を3列、計6発を搭載できる構想であった。

## 登場作品

### 映画
『ファイナル・カウントダウン』
ニミッツ級航空母艦「ニミッツ」の艦載機としてではなく、RA-5の地上駐機が確認できる。（なお、ニミッツに搭載された写真偵察機としてはRF-8Gクルセイダーが登場する。）

### 漫画
『エリア88』
プロジェクト4のタンドリア侵攻の際にエリア88所属のRA-5Cが敵地上軍を偵察するも、迎撃のMig-21（コールサイン・ホークアイ）に撃墜される。